# Tumpok Teungoh (Julok)
Tumpok Teungoh is een bestuurslaag in het regentschap Aceh Timur van de provincie Atjeh, Indonesië. Tumpok Teungoh telt 553 inwoners (volkstelling 2010).